# Fredrik Nordström
Fredrik Nordström (5 de enero de 1967) es un productor y músico sueco, integrante de la banda de Heavy metal Dream Evil. Nordström es uno de los productores líderes de melodic death metal en Suecia, y ha trabajado con muchas de las bandas más importantes del género, como At the Gates, Arch Enemy, Nightrage, Dark Tranquillity, In Flames, Soilwork, y Opeth.
Fascinado por la tecnología desde temprana edad , Nordström abrió un pequeño estudio de grabación en Gotemburgo, Suecia, principalmente para grabar su propia música. Ese estudio se convirtió en el Studio Fredman, uno de los estudios líderes en producir música Heavy Metal.
En 1999, Nordström fundó la banda Dream Evil en la que toca su propia música y hasta el 2006 la banda ha lanzado cuatro álbumes y un EP. Actualmente es considerado como uno de los mejores y más famosos productores en Europa, y una de las principales personalidades del estilo Gotemburgo.

## Discografía con Dream Evil
- Dragonslayer (2002)
- Evilized (2003)
- Children of the Night (EP, 2003)
- The Book of Heavy Metal (2004)
- United (2006)
- Gold Medal in Metal (Alive & Archive) (2008)
- In the Night (2010)
- Six (2017)

## Como productor
Esta lista está incompleta, tú puedes ayudar a expandirla.

### 1993
- Ceremonial Oath – The Book of Truth

### 1994
- At the Gates – Terminal Spirit Disease
- In Flames – Lunar Strain (mezclas e ingeniería)
- In Flames – Subterranean (EP, ingeniería)

### 1995
- At the Gates – Slaughter of the Soul
- Dark Tranquillity – Of Chaos and Eternal Night (EP)
- Dark Tranquillity – The Gallery
- Memory Garden – Forever (EP)

### 1996
- Arch Enemy – Black Earth
- Dark Tranquillity – Enter Suicidal Angels (EP)
- In Flames – The Jester Race
- LOK – Ord och inga visor
- Memory Garden – Tides
- Sacrilege – Lost in the Beauty You Slay
- Sludge Nation – Wisehead
- Sludge Nation – Blow your Speakers with Sludge Nation

### 1997
- Armageddon – Crossing the Rubicon
- Dark Tranquillity – The Mind's I
- Dimension Zero – Penetrations from the Lost World
- HammerFall – Glory to the Brave
- In Flames – Black-Ash Inheritance (EP)
- In Flames – Whoracle
- Lord Belial – Enter the Moonlight Gate
- Misanthrope – Visionnaire
- Sacrilege – The Fifth Season
- Skitsystem – Levande Lik

### 1998
- Arch Enemy – Stigmata
- Exhumation – Dance Across the Past
- HammerFall – Legacy of Kings
- The Haunted – The Haunted
- Misanthropee – Libertine Humiliations
- Opeth – My Arms, Your Hearse
- Runemagick – The Supreme Force of Eternity
- Soilwork – Steelbath Suicide
- Spiritual Beggars – Mantra III

### 1999
- Arch Enemy – Burning Bridges
- Dark Tranquillity – Projector
- Exhumation – Traumaticon
- In Flames – Colony
- Malevolence – Martyrialized
- Opeth – Still Life
- Septic Flesh – Revolution DNA
- Sinergy – Beware the Heavens

### 2000
- Arch Enemy – Burning Japan Live 1999
- Buried Dreams – Perceptions
- The Crown – Deathrace King
- Dark Tranquillity – Haven
- In Flames – Clayman
- Sludge – Scarecrow Messiah
- Soilwork – The Chainheart Machine
- Spiritual Beggars – Ad Astra

### 2001
- Arch Enemy – Wages of Sin
- Dies Irae - Naive
- Dimmu Borgir – Puritanical Euphoric Misanthropia
- Godgory – Way Beyonda
- Opeth – Blackwater Park (mezclas)
- Soilwork – A Predator's Portrait

### 2002
- Arch Enemy – Burning Angel (EP)
- Dark Tranquillity – Damage Done
- Buried Dreams – Necrosphere
- Dragonland – Holy War
- Dream Evil – Dragonslayer
- Eternal Oath – Righteous
- The Fifth Sun – The Moment of Truth
- Opeth – Deliverance (ingeniería)
- Sinergy – Suicide by My Side

### 2003
- Darkest Hour – Hidden Hands of a Sadist Nation
- Dimmu Borgir – Death Cult Armageddon
- Dream Evil – Evilized
- The Haunted – One Kill Wonder
- Nightrage – Sweet Vengeance
- Old Man's Child – In Defiance of Existence
- Pagan's Mind – Celestial Entrance
- Passenger – Passenger
- Septic Flesh – Sumerian Daemons
- Zyklon – Aeon

### 2004
- Ancient – Night Visit (mezclas)
- Coilbox – The Havoc
- Dark Tranquillity – Exposures – In Retrospect and Denial
- Dream Evil – The Book of Heavy Metal
- The Fifth Sun – The Hunger to Survive
- The Haunted – Revolver
- Rotting Christ – Sanctus Diavolos (masterización)
- Sludge – Yellow Acid Rain

### 2005
- Contrive – The Meaning Unseen
- Dark Tranquillity – Character (mezclas)
- Dragonlord – Black Wings of Destiny
- Eternal Oath – Wither
- Firewind – Forged by Fire (asistente en las mezclas)
- Nightrage – Descent into Chaos
- Old Man's Child – Vermin
- Pagan's Mind – Enigmatic: Calling
- Powerwolf – Return in Bloodred

### 2006
- Bleed in Vain – Say Everything Will Be Fine (mezclas)
- Dream Evil – United
- Ever Since – Between Heaven and Hell
- Firewind – Allegiance (mezclas)
- I Killed the Prom Queen – Music for the Recently Deceased
- Lyzanxia – Unsu
- Machinae Supremacy – Redeemer
- Norther – Till Death Unites Us
- Splitter – En Sorglig Historia
- Wolf – The Black Flame

### 2007
- All Ends – Wasting Life (EP)
- All Ends – All Ends
- Anthelion – Bloodshed Rebefallen
- Arch Enemy – Rise of the Tyrant
- Dimmu Borgir – In Sorte Diaboli
- Iron Fire – Blade of Triumph
- Powerwolf – Lupus Dei
- Breed – Breed (mixing)

### 2008
- Bring Me the Horizon – Suicide Season
- Chrome Division - Booze, Broads and Beelzebub
- Coming Fall – Kill the Lights
- Eclipse Eternal – Ubermensch: Evolution Beyond the Species
- Evergrey – Torn
- Firewind – The Premonition
- The Hollow Earth Theory – Rise of Agartha
- Norther – N
- Septic Flesh – Communion
- Zonaria – The Cancer Empire

### 2009
- Cripple Bastards - "Variante alla Morte (mezclas)
- Eyes of Noctum – Inceptum
- Feed Her to the Sharks – The Beauty of Falling (mezclas)
- Job for a Cowboy – Ruination (mezclas)
- Nightrage – Wearing a Martyr's Crown
- Old Man's Child – Slaves of the World
- Powerwolf – Bible of the Beast
- Mean Streak – Metal Slave (mezclas)

### 2010
- Bring Me the Horizon – There Is a Hell, Believe Me I've Seen It. There Is a Heaven, Let's Keep It a Secret
- Buried In Verona – TBA
- Dream Evil – In the Night
- Dreamshade – What Silence Hides
- Demovore – Beneath Darkened Skies

### 2011
- Lillyput - Detrás del Sol single de su EP (Edición)
- Hamlet - Amnesia (Mezcla y producción)

### 2018
- Sonotones - El juego terminó (Mezclas/Masterización)